# Serchio di Gramolazzo
Il Serchio di Gramolazzo, nel comune di Minucciano (LU), è il ramo del fiume Serchio proveniente dalle Alpi Apuane, che si unisce al Serchio di Sillano nel territorio del comune di Piazza al Serchio. L'impatto ambientale delle cave di marmo apuane sul corso d'acqua è oggetto di una dura battaglia da parte del movimento No Cav.

## Il corso del Serchio di Gramolazzo
Durante il suo corso, il Serchio di Gramolazzo raggiunge una portata notevole per la sua lunghezza, attraversando regioni in cui la piovosità è costante anche in estate e gli affluenti sono molti. Numerose sono le valli attraversate dal fiume, nel pieno delle Alpi Apuane, in un paesaggio suggestivo e ricco di flora e fauna.

### Corso superiore
Il corso superiore del Serchio di Gramolazzo varia dai 1800 ai 600 metri d'altezza. Gli iniziali boschi d'abeti della Val Serenaia, vanno gradatamente sostituendosi con i faggi e i lecci nell'alta valle di Gramolazzo, in cui il corso d'acqua scorre rombante fino al lago e la cittadina omonima.

#### La val Serenaia
Il corso d'acqua nasce dalla Foce di Cardeto, tra il monte Cavallo (1888 m s.l.m.) e il famoso monte Pisanino (1947 m s.l.m.). Numerosi ruscelli di lunghezza limitata vanno a congiungersi nel torrente che, a soli due chilometri dalle sorgenti, si immette nella Val Serenaia.
La Val Serenaia è tra le più caratteristiche non solo nelle Alpi Apuane, ma anche in tutti gli Appennini. Nonostante la sua media altezza (1000 m) presenta inizialmente una pendenza minima (neanche 25 metri ogni chilometro) e una forma ad "U" presente nelle catene montuose più alte, come le Alpi. È proprio questa caratteristica, insieme alla sua bellezza, che la rende famosa e visitata da innumerevoli turisti ogni anno. Poco dopo la valle si stringe sempre più: sotto i mille metri ha già una caratteristica forma appenninica a "V".

#### La valle di Gramolazzo
Dopo la Val Serenaia, il Serchio di Gramolazzo si immette nella valle omonima. Il corso d'acqua descrive una lunga curva dirigendo il suo corso da nord a est, aggirando il massiccio del monte Pisanino. L'altezza della valle va dai 700 ai 600 metri d'altezza, raggiungendo quasi i 5 km di lunghezza.
Nel primo tratto la valle di Gramolazzo è molto stretta e ripida data la vicinanza dei monti Pisanino e del Poggio Baldozzana (1338 m s.l.m.); gli affluenti si riducono quindi a meno di 1000 metri di lunghezza. Improvvisamente, a 650 m s.l.m., i versanti della Valle di Gramolazzo si allargano, e i numerosi ruscelli provenienti dal Pisanino, ora più lontano, conferiscono al Serchio di Gramolazzo una portata maggiore. A 625 metri d'altezza, il fiume, superata la cittadina di Gramolazzo da cui prende il nome, entra nel lago omonimo concludendo il suo corso superiore.

### Il lago di Gramolazzo
Il lago di Gramolazzo è un lago artificiale, realizzato circa nello stesso periodo del Lago di Vagli, per trarne energia idroelettrica. Nelle sue acque si raccolgono numerosi affluenti, anche molto lunghi, che aumentano sensibilmente la portata del Serchio di Gramolazzo. Tra questi il torrente Acqua Bianca, proveniente dall'altro versante del monte Pisanino, è il maggiore in lunghezza e in portata, eguagliando perfino il Serchio di Gramolazzo.

### Corso inferiore
Quando il corso d'acqua esce dal lago di Gramolazzo si ritrova con una portata molto maggiore rispetto al suo corso superiore. Prosegue nella bassa valle di Gramolazzo per altri sei chilometri prima della confluenza con il Serchio di Sillano, a 500 metri sul livello del mare.

#### La bassa valle di Gramolazzo
Sebbene i versanti a "V" della bassa valle di Gramolazzo siano ancora più scoscesi rispetto al suo tratto superiore, la pendenza è minima e il fiume scorre con un letto molto ampio. Inizialmente gli affluenti sono in genere corti (superano di rado i tre km di lunghezza) ma numerosi, e il Serchio di Gramolazzo arricchisce ancor più la portata media. Quelli più capienti e conosciuti sono: il fosso della Maroscia e il fosso della Marenda, entrambi dal versante destro.
Poi, col passare dei chilometri, il versante sinistro diminuisce notevolmente di pendenza e di altezza: segno della vicinanza col suo maggiore affluente: il fosso di Gragnana. La valle si allarga notevolmente, e il Serchio di Gramolazzo, ormai molto capiente e largo, scorre a fianco del paese di Piazza al Serchio.
Prima che il fiume confluisca con il Serchio di Sillano, i versanti della valle si fanno alti e ripidi improvvisamente: il Serchio di Gramolazzo sta attraversando la località Grotte Sassine, e uno strapiombo di 100 metri d'altezza per cento di lunghezza lo separa dalla cima (568 m s.l.m.).
Il Poggio Castelvecchio, dalla part destra, separa il corso d'acqua dall'altro ramo del Serchio. Dopo una stretta curva verso sud, infine, il Serchio di Gramolazzo si unisce al Serchio di Sillano, con una portata del tutto simile all'altro.

## Affluenti
Il Serchio di Gramolazzo raccoglie, per tutta la durata del suo corso, una moltitudine di affluenti. Sebbene la maggior parte (tranne il Fosso Acqua Bianca) siano molto corti e non abbiano molte sorgenti, raggiungono comunque una consistente portata media per la piovosità della zona.

### Corso superiore

#### Nella val Serenaia

##### A sinistra della sorgente
- Rio proveniente dalla loc. Orto di Donna, 2 km;
- Rio Proveniente dalla loc. Costa di Garnerone, 1 km.

##### A destra della sorgente
- Rio Sabuco, 1,5 km;
- Rio proveniente da loc. La Forbice, 1 km.

#### Nella valle di Gramolazzo

##### A sinistra della sorgente
- Rio proveniente da Poggio Baldozzana, 1 km;
- Canale Grande, 2,2 km.

##### A destra della sorgente
- Rio dal Monte Pisanino, 3,8 km;
- Rio proveniente da loc. Pianellaccio, 2,2 km.

### Lago di Gramolazzo

#### A sinistra della sorgente
- Rio da Colle d'Agliano, 1,5 km;
- Fosso di Adari, 2,6 km;
- Fosso di Collapera, 2,2 km.

#### A destra della sorgente
- Torrente Acqua Bianca, 7 km;
- Rio proveniente da loc.Verrucolette, 2 km.

### Corso inferiore

#### La bassa valle di Gramolazzo

##### A sinistra della sorgente
- Fosso proveniente da loc.Castagnola, 2,2 km;
- Fosso proveniente da loc.Cortia, 2,2 km;
- Fosso di Gragnana, e il suo affluente Fosso Carpinelli.

##### A destra della sorgente
- Fosso Maroscia, 3 km;
- Fosso della Marenda, 2,5 km;
- Fosso da Sorgente Formicosa, 1,9 km.